# Казино Ројал (роман)
Казино Ројал (енгл. Casino Royale) је први роман британског књижевника Ијана Флеминга. Објављена 1953. године, то је прва књига о Џејмсу Бонду и отворила је пут за још једанаест романа и две збирке кратких прича Ијана Флеминга, након чега су уследили бројни наставци романа о Бонду других аутора.
Прича се бави британским тајним агентом Џејмсом Бондом, који се коцка у казину у Ројал-ле-Оу како би покушао да доведе до банкрота Ле Шифра, благајника француског синдиката и припадника совјетске тајне службе. Бонда у његовим настојањима подржава Веспер Линд, припадница његове службе, као и Феликс Лајтер из ЦИА-е и Рене Матис из француског Дексијем бироа. Флеминг је искористио своја ратна искуства као члан Поморске обавештајне дивизије, као и људе које је упознао током свог рада, како би пружио елементе заплета; лик Бонда је такође одражавао многе Флемингове личне укусе. Флеминг је написао нацрт почетком 1952. године на свом имању Голденај на Јамајци, док је чекао брак. У почетку није био сигуран да ли је дело погодно за објављивање, али га је његов пријатељ, романописац Вилијам Пломер, уверио да роман има потенцијала.
У оквиру шпијунске приче, „Казино Ројал“ се бави темама положаја Уједињеног Краљевства у свету, посебно односом са Сједињеним Америчким Државама у светлу пребега британских агената Гаја Берџеса и Доналда Маклина у Совјетски Савез. Роман је у то време добио углавном позитивне критике критичара и распродата је за мање од месец дана након објављивања у Уједињеном Краљевству 13. априла 1953. године, иако је продаја у Сједињеним Државама након објављивања годину дана касније била много спорија.
Од објављивања романа „Казино Ројал“, појављивао се као стрип у часопису „Дејли експрес“ и три пута је адаптиран за филм: као епизода телевизијске серије Климакс на CBS-у из 1954. са Баријем Нелсоном као америчким Џејмс Бондом, филмска верзија из 1967. са Дејвидом Нивеном који игра „Сера Џејмса Бонда“ и филм из 2006. у филмској серији Eon Productions са Данијелом Крејгом у главној улози као Џејмс Бонд.

## Заплет
М, шеф британске тајне службе, додељује Џејмсу Бонду, 007, да игра против и банкротира Ле Шифра, благајника синдиката којим управља Смерш, у игри бакара са високим улозима у казину Ројал-ле-Оу на северу Француске. Као део Бондове маске као богатог јамајчанског плејбоја, М такође додељује за своју пратиљу Веспер Линд, личну асистенткињу шефа одељења С (Совјетски Савез). ЦИА и француски Дексијем биро такође шаљу агенте као посматраче. Игра се убрзо претвара у интензиван сукоб између Ле Шифра и Бонда; Ле Шифр побеђује у првој рунди, чистећи Бонда од свих средстава. Док Бонд размишља о могућности да пријави свој неуспех М, агент ЦИА-е, Феликс Лајтер, даје му коверту са новцем и поруку: „Маршалов план. Тридесет два милиона франака. Уз поздраве САД.“ Игра се наставља, упркос покушајима једног од Ле Шифрових чувара да убије Бонда. Бонд на крају побеђује, освојивши од Ле Шифра осамдесет милиона франака који припадају СМЕРШ-у.
Очајнички желећи да поврати новац, Ле Шифр киднапује Линд и мучи Бонда, претећи да ће их обоје убити ако не врати новац. Током мучења, убица Смерша улази и убија Ле Шифра као казну за губитак новца. Агент не убија Бонда, рекавши да нема наређења да то учини, али у Бондову руку урезује ћирилично слово „Ш“ за шпион (руски за шпијун) како би га будући агенти Смерша могли идентификовати као таквог.
Веспер Линд свакодневно посећује Бонда док се он опоравља у болници, и он постепено схвата да је воли; чак размишља да напусти Тајну службу како би се смирио са њом. Када га отпусте из болнице, проводе време заједно у мирном пансиону и на крају постају љубавници. Једног дана виде мистериозног човека по имену Гетлер како прати њихово кретање, што Линд јако узнемирава. Следећег јутра, Бонд сазнаје да је извршила самоубиство. Она оставља за собом поруку у којој објашњава да је радила као невољни двоструки агент за совјетско Министарство унутрашњих послова. Смерш је киднаповао њеног љубавника, пилота Пољског краљевског ратног ваздухопловства, који је под мучењем открио информације о њој; Смерш је затим искористио те информације да је уцени да им помогне у поткопавању Бондове мисије, укључујући и њену сопствену лажну отмицу. Покушала је да започне нови живот са Бондом, али када је видела Гетлера - агента Смерша - схватила је да се никада неће ослободити својих мучитеља и да би га останак са Бондом само довео у опасност. Бонд обавештава своју службу о Линдиној дволичности, хладнокрвно говорећи свом контакту: „Кучка је сада мртва.“